# Ligne d'Apremont-sur-Aire à Aubréville
La ligne d’Apremont-sur-Aire  à Aubréville est une ancienne ligne de chemin de fer française, à écartement standard fermée au service des voyageurs en 1930 au service des marchandises en 1937.

## Histoire
La ligne de 19 km a été construite à l'automne 1918 par l’armée des États-Unis à qui une offensive Meuse-Argonne avait été confiée le 26 septembre 1918  peu avant la fin de la Première guerre mondiale. Cette ligne était destinée à créer une liaison nord-sud dans le prolongement de la ligne de Challerange à Apremont jusqu’à Aubréville sur la ligne de Saint-Hilaire-au-Temple à Hagondange.
Le tronçon d’Apremont à Varennes-en-Argonne ne semble plus exploité après 1918.
L’exploitation de celui d’Aubréville à Varennes-en-Argonne de 11 km est concédé en 1922 à la Société des chemins de fer économiques. La desserte voyageurs est fermée en août 1930, celle  des marchandises le 1er février 1937. La ligne est ensuite déferrée.